# طبيحا
طَبِيْحَا أو جُوسِيَّا أو لودويغيا (الاسم العلمي: Ludwigia)، هو جنس يضم قرابة 82 نوعًا من النباتات المائية الأصلية في أمريكا الوسطى والجنوبية مع توزيع عالمي ولكن بشكل أساسي في المناطق الاستوائية.
في الوقت الحالي، هناك الكثير من الجدل بين علماء النبات وعلماء تصنيف النباتات حول تصنيف العديد من أنواع الطبيحا. يقوم علماء النبات من وزارة الزراعة الأمريكية حاليًا بإجراء تحليلات جينية على نباتات من غرب الولايات المتحدة وأمريكا الجنوبية لتصنيف أعضاء هذا الجنس بشكل أفضل.
سُمي الجنس من قبل كارل لينيوس حيث سماه على كريستيان لودفيج غوتليب (1709-1773)، عالم النبات الألماني ، والذي يبدو أنه لم يكن مستمتعًا بهذا الشرف.

## السجل الأحفوري
تم وصف عدد كبير من البذور الأحفورية لـ † Ludwigia collinsoniae و † Ludwigia corneri من طبقات الميوسين الوسطى في منطقة فاسترهولت بالقرب من سيلكبورج في وسط غوتلاند، الدنمارك.

## الأنواع
الأنواع المقيدة في قاعدة بيانات المركز الوطني لمعلومات التقانة الحيوية
| - Ludwigia adscendens - Ludwigia alata - Ludwigia alternifolia - Ludwigia anastomosans - Ludwigia arcuata - Ludwigia bonariensis - Ludwigia brevipes - Ludwigia curtissii - Ludwigia decurrens - Ludwigia erecta - Ludwigia glandulosa - Ludwigia grandiflora - Ludwigia helminthorrhiza - Ludwigia hirtella - Ludwigia hexapetala - Ludwigia hyssopifolia - Ludwigia inclinata - Ludwigia lanceolata - Ludwigia leptocarpa - Ludwigia linearis | - Ludwigia linifolia - Ludwigia longifolia - Ludwigia maritima - Ludwigia microcarpa - Ludwigia natans - Ludwigia octovalvis - Ludwigia palustris - Ludwigia peploides - Ludwigia peruviana - Ludwigia pilosa - Ludwigia polycarpa - Ludwigia ravenii - Ludwigia repens - Ludwigia sedioides - Ludwigia simpsonii - Ludwigia spathulata - Ludwigia sphaerocarpa - Ludwigia suffruticosa - Ludwigia virgata |